# 2018. május 19-i konzisztórium
A 2018. május 19-i konzisztóriumot Ferenc pápa hívta össze. Ezen a konzisztóriumon 6 boldog szenttéavatási határozatát hirdette ki és 6 diakónus-bíborost emelt presbiter-bíborossá, közülük 3 pápaválasztó (80 év alatti).

## Szenttéavatási határozatok
- VI. Pál pápa
- Oscar Arnulfo Romero Galdámez vértanú, San Salvador érseke
- Francesco Spinelli egyházmegyés pap, a Szentségimádó Nővérek Intézetének alapítója
- Vincenzo Romano egyházmegyés pap
- Maria Katarina Kasper szűz
- Nazaria Ignazia March Mesa szűz

### Előléptetett bíborosok
| Nº                         | Ország                 | Név                    | Életkor                | Hivatal |
| Pápaválasztó bíborosok     | Pápaválasztó bíborosok | Pápaválasztó bíborosok | Pápaválasztó bíborosok | Pápaválasztó bíborosok                                                                                        |
| -------------------------- | ---------------------- | ---------------------- | ---------------------- | --- |
| 1                          | Argentína              | Leonardo Sandri        | 74                     | a Keleti Egyházak Dikasztériuma prefektusa                                                                    |
| 2                          | Olaszország            | Angelo Comastri        | 74                     | a Szent Péter-bazilika főpapja és a Szent Péter Műhely elnöke                                                 |
| 3                          | Lengyelország          | Stanisław Ryłko        | 72                     | a Santa Maria Maggiore bazilika főpapja                                                                       |
| Nem pápaválasztó bíborosok |                        |                        |                        | |
| 4                          | Olaszország            | Giovanni Lajolo        | 83                     | a Vatikáni Városállam Pápai Bizottsága és a Vatikáni Városállam Kormányzósága nyugalmazott elnöke             |
| 5                          | Németország            | Paul Josef Cordes      | 83                     | a "Cor Unum" Pápai Tanács nyugalmazott elnöke                                                                 |
| 6                          | Olaszország            | Raffaele Farina S.D.B. | 84                     | a Vatikáni Titkos Levéltár nyugalmazott levéltárosa, a Vatikán Apostoli Könyvtárának nyugalmazott könyvtárosa |